# Joël Bats
Joël Bats (* 4. ledna 1957, Mont-de-Marsan) je bývalý francouzský fotbalový brankář.
Jako brankářská jednička francouzské reprezentace se zúčastnil mistrovství Evropy ve fotbale 1984 (první místo) a mistrovství světa ve fotbale 1986 (třetí místo). Na mexickém šampionátu výrazně přispěl k postupu Francouzů ze čtvrtfinále s favorizovanou Brazílií, když chytil dvě penalty: Zicovu v normální hrací době a Sócratesovu v penaltovém rozstřelu. V roce 1986 se stal francouzským mistrem s týmem Paris Saint-Germain FC. Také získal Pohár Artemia Franchiho 1985.
Od roku 2004 působí jako trenér brankářů v klubu Olympique Lyon. Vydal dvě básnické sbírky a desku, na které zpívá své autorské písně.